# Marcelo Meira Amaral Bogaciovas
Marcelo Meira Amaral Bogaciovas (São Paulo, 25 de agosto de 1952 — São Paulo, 7 de maio de 2020) foi um historiador, e genealogista brasileiro. Dedicou parte de sua obra no aprofundamento historiográfico do Quatrocentão e da História do estado de São Paulo.
Bogaciovas foi diretor do Instituto Histórico e Geográfico de São Paulo, além de fundador da Associação Brasileira de Pesquisadores de História e Genealogia. Também foi associado do extinto Instituto Genealógico Brasileiro, do Colégio Brasileiro de Genealogia, da Associação Portuguesa de Genealogia, do Instituto Português de Heráldica e do Instituto de Genealogia e Heráldica da Universidade Lusófona do Porto.

## Carreira
Marcelo Bogaciovas começou a se interessar por genealogia aos 14 anos, publicando a sua primeira obra na área, denominada Árvore de costados da família Meira Amaral aos 16 anos, pela Revista Genealógica Latina, v. 20.
Em 2 de agosto de 1993, na sede do IHGSP, Bogaciovas fundou a ASBRAP, sendo presidente da instituição por nove vezes.
Formado em História pela Universidade de São Paulo em 2002, se tornou mestre em História Social pela mesma universidade em 2006 com a dissertação: Tribulação do povo de Israel na São Paulo Colonial, sob orientação da Dra. Anita Novinsky.

## Publicações
- Cristãos-Novos em São Paulo (séculos XVI-XIX): assimilação e nobilitação.[7]